# Arxiu de la Paraula
L'Arxiu de la Paraula és el repositori digital resultat del projecte de digitalització del material audiovisual generat des de 1973 fins a l'actualitat a l'Ateneu Barcelonès. Es tracta d'un fons sonor d'unes quatre mil hores d'àudio, fruit dels enregistraments de gran part de les activitats culturals que s'han realitzat a la institució des de l'any 1973, i que continua creixent amb l'enregistrament regular que es duu a terme de les activitats actuals.

## Abast i contingut
L'Arxiu de la Paraula està format per un fons d'incalculable valor degut al seu caràcter únic i singular. En concret consta de més de quatre mil cintes sonores amb actes, conferències i debats enregistrats durant els anys 70, 80 i 90, i pel nou material que es genera periòdicament arran de les nombroses activitats que es programen anualment a la institució.

## Objectius
Els objectius del projecte de digitalització del fons sonor de l'Ateneu Barcelonès són:
- Recuperar i preservar el patrimoni audiovisual de l'Ateneu Barcelonès mitjançant la digitalització de les gravacions sonores, del 1973 a 2004, en suport magnètic, per tal de superar l'obsolescència tecnològica i poder garantir la preservació d'aquests continguts únics.
- Difondre i fer possible la consulta d'un material d'arxiu únic, donant accés als continguts generats a la institució a tota la societat a través d'un repositori econòmicament sostenible i tenint en compte els drets d'autor del conferenciants.
- Difondre els continguts digitalitzats per Internet en accés obert i fomentar la participació dels ciutadans per tal de crear una xarxa de coneixement que beneficia al conjunt de la ciutadania.
- Crear circuits de captació dels nous continguts nascuts digitals.
- Posar en valor els continguts audiovisuals generats per la institució, fent que sigui un lloc de referència en l'àmbit de la cultura, la història i la societat catalana dels darrers quaranta anys.